# Tete (cidade)
Tete é a capital e a maior cidade da província moçambicana homónima. Administrativamente é um município com um governo local eleito, e é também, desde Dezembro de 2013, um distrito, uma unidade local do governo central, dirigida por um administrador. De acordo com o censo de 2017, o município tem 305,722 habitantes, numa área de 314 km².
Encontra-se à beira do rio Zambeze, no local onde existem as duas primeiras pontes sobre aquele rio em território moçambicano: a Ponte Samora Machel, cujo tabuleiro se estende por 762 metros, construída no período colonial e projectada pelo engenheiro Edgar Cardoso; e a segunda ponte, a Ponte Kassuende, com uma extensão de 1,6kms, fica situada cinco quilómetros a jusante, tendo sido inaugurada em novembro de 2014.

## Etimologia
O nome Tete, na língua local nhúngue "Mitete", significa caniço.

## História
Tete era um centro comercial suaíle quando os portugueses aí se estabeleceram, cerca de 1530, tendo o local e uma vasta área em redor lhes sido concedida pelo Império Monomotapa. A povoação foi elevada à categoria de vila em 9 de Maio de 1761 e a cidade em 21 de Março de 1959.

## Divisão Administrativa
O município de Tete está dividido em nove bairros municipais: Josina Machel, Mateus S. Mutemba, Francisco Manyanga, Matundo, M’padue, Filipe Samuel Magaia, Chingodzi, Degue e Samora Moises Machel.

## Infraestrutura

### Transportes
As principais ligações de Tete com o território nacional são rodoviárias, tendo como principais vias a Estrada N7, que a liga à N6 em Vanduzi (sul) e a Moatize e Zobué (nordeste), e; a Estrada N9, que a liga à fronteira de Cassacatize com a Zâmbia (noroeste).
Outras facilidades logísticas fundamentais para Tete são ferroviárias, ligando com o litoral do Índico: o ramal Dona Ana-Moatize, do Caminho de Ferro de Sena, com estação na vizinha Moatize, que permite ligação de passageiros e mercadorias com o porto da Beira; e o Caminho de Ferro de Nacala que leva o carvão de Moatize até ao porto carbonífero de Nacala.
A cidade também é servida por um aeródromo, o Aeroporto de Chingozi.

### Educação
A cidade possui um campus da Universidade Zambeze, que serve como sede para a Faculdade de Ciências de Saúde, além de um campus da Universidade Púnguè e de uma delegação da Universidade Católica de Moçambique. Também em Tete está a sede do Instituto Superior Politécnico de Tete.